# Compsoneuria flowersi
Compsoneuria flowersi is een haft uit de familie Heptageniidae. De wetenschappelijke naam van de soort is voor het eerst geldig gepubliceerd in 1986 door Braasch & Soldán.
De soort komt voor in het Oriëntaals gebied.